# Сиснерос (Колумбия)
Сисне́рос (исп. Cisneros) — город и муниципалитет на севере Колумбии, на территории департамента Антьокия. Входит в состав субрегиона Северо-Восточная Антьокия.

## История
Поселение из которого позднее вырос город было основано 3 февраля 1910 года. Муниципалитет Сиснерос был выделен в отдельную административную единицу в 1923 году.

## Географическое положение

Муниципалитет Сиснерос

Город расположен в восточной части департамента, в гористой местности Центральной Кордильеры, на расстоянии приблизительно 57 километров к северо-востоку от Медельина, административного центра департамента. Абсолютная высота — 1129 метров над уровнем моря.

Муниципалитет Сиснерос граничит на севере с муниципалитетом Йоломбо, на юге — с муниципалитетом Санто-Доминго. Площадь муниципалитета составляет 46 км².

## Население
По данным Национального административного департамента статистики Колумбии, совокупная численность населения города и муниципалитета в 2012 году составляла 9247 человек.
Динамика численности населения муниципалитета по годам:
| 2005 | 2006 | 2007 | 2008 | 2009 | 2010 | 2011 | 2012 |
| ---- | ---- | ---- | ---- | ---- | ---- | ---- | ---- |
| 9682 | 9622 | 9566 | 9506 | 9439 | 9375 | 9315 | 9247 |

Согласно данным переписи 2005 года мужчины составляли 48,6 % от населения Сиснероса, женщины — соответственно 51,4 %. В расовом отношении белые и метисы составляли 98,8 % от населения города; негры, мулаты и райсальцы — 1,2 %.
Уровень грамотности среди всего населения составлял 88,5 %.

## Экономика
Основу экономики Сиснероса составляют сельскохозяйственное производство, сахарная промышленность и туризм.

47,7 % от общего числа городских и муниципальных предприятий составляют предприятия торговой сферы, 39,3 % — предприятия сферы обслуживания, 12,1 % — промышленные предприятия, 0,9 % — предприятия иных отраслей экономики.